# David Nyathi
David Sibusio Nyathi (ur. 22 marca 1969 w Shatele) – południowoafrykański piłkarz.
Grał w swej karierze w klubach takich, jak Orlando Pirates, Kaizer Chiefs (RPA), FC St. Gallen (Szwajcaria), Ankaragücü (Turcja), Cagliari Calcio (Włochy) i Teneryfa (Hiszpania).
Występował też w reprezentacji RPA, w barwach której rozegrał 3 spotkania na Mistrzostwach Świata 1998.